# Fausto Zevi
Pour les articles homonymes, voir Zevi.
Fausto Zevi, né en 1938, est un archéologue italien contemporain.

## Biographie
Fausto Zevi est professeur d'archéologie et d'histoire de l'art gréco-romain, à l'université de Rome « La Sapienza » et a précédemment occupé des postes à l'université de Naples - Frédéric-II et a été surintendant archéologique à Ostie, Naples et Rome.
Fausto Zevi est un chercheur prolifique avec plus de deux cents publications sur la Rome antique, l'hellénisme romain, la topographie et les plans de la ville de Pompéi, d'Ostie et de Rome.
Il est membre de l'Académie des Lyncéens, de l'Institut archéologique allemand, et membre honoraire de la British School at Rome.
Fausto Zevi a été formé par Ranuccio Bianchi Bandinelli.